# Bronius Kryžius
Bronius Kryžius (* 19. Juli 1960 in Mažeikiai) ist ein litauischer Politiker.

## Leben
1982 absolvierte er das Diplomstudium der Physik am Vilniaus valstybinis pedagoginis institutas und wurde Lehrer.
Von 1995 bis 1997 war er Stellvertretender Bürgermeister und von 1997 bis 2000 Bürgermeister der Rajongemeinde Mažeikiai. Von 2000 bis 2003 war er stellv. Direktor bei UAB „Mažeikių būtų ūkis“. 
Ab 1993 war er Mitglied der Tėvynės sąjunga - Lietuvos krikščionys demokratai, ab 2006 der Lietuvos socialdemokratų partija.
Er ist verheiratet. Mit Frau Regina hat er die Tochter Eglė und den Sohn Kęstutis.

## Quelle
- 2011 m. Lietuvos savivaldybių tarybų rinkimai

| Personendaten    | Personendaten         |
| ---------------- | --------------------- |
| NAME             | Kryžius, Bronius      |
| KURZBESCHREIBUNG | litauischer Politiker |
| GEBURTSDATUM     | 19. Juli 1960         |
| GEBURTSORT       | Mažeikiai             |